# Hurt: The EP
Hurt: The EP es el primer extended play (EP) de la cantante británica Leona Lewis. Se publicó el 9 de diciembre de 2011 por las compañías discográficas RCA Records y Syco. El EP sirvió como algo para llenar el vacío de sus fanes mientras ella terminaba de grabar su tercer álbum de estudio Glassheart (2012). Se suponía que el álbum sería lanzado en noviembre de 2011, pero se retrasó hasta marzo de 2012, y otra vez a noviembre del mismo año. La razón de Lewis para retrasar el álbum fue porque después de que ella conoció al productor Fraser T. Smith, la cantante quiso colaborar en nuevo material para su posible inclusión en Glassheart. Como resultado, Smith también produjo Hurt: The EP. El EP se compone de tres versiones: «Hurt» de Nine Inch Nails; «Iris» de The Goo Goo Dolls y «Colorblind» por Counting Crows. «Run» solo se incluyó en la versión estadounidense. Musicalmente, las canciones se basan influencia de la música rock, mientras que las letras giran en torno a la sensación de dolor.
Hurt: The EP obtuvo una respuesta mixta de los críticos de música. Las interpretaciones de Lewis recibieron alabados y críticas; algunos describieron su interpretación vocal como «escalofriante» y una «belleza irresistible», mientras que otros citaron que era demasiado formulista. El EP alcanzó el número siete en Escocia, el número ocho en el Reino Unido y el número 15 en Irlanda. Para promover Hurt: The EP, Lewis interpretó «Hurt» en la final de la octava temporada de The X Factor y en la gala Royal Variety Performance en el Reino Unido, y además cantó «Run» en la final de la primera temporada de la versión estadounidense de The X Factor.

## Antecedentes y desarrollo

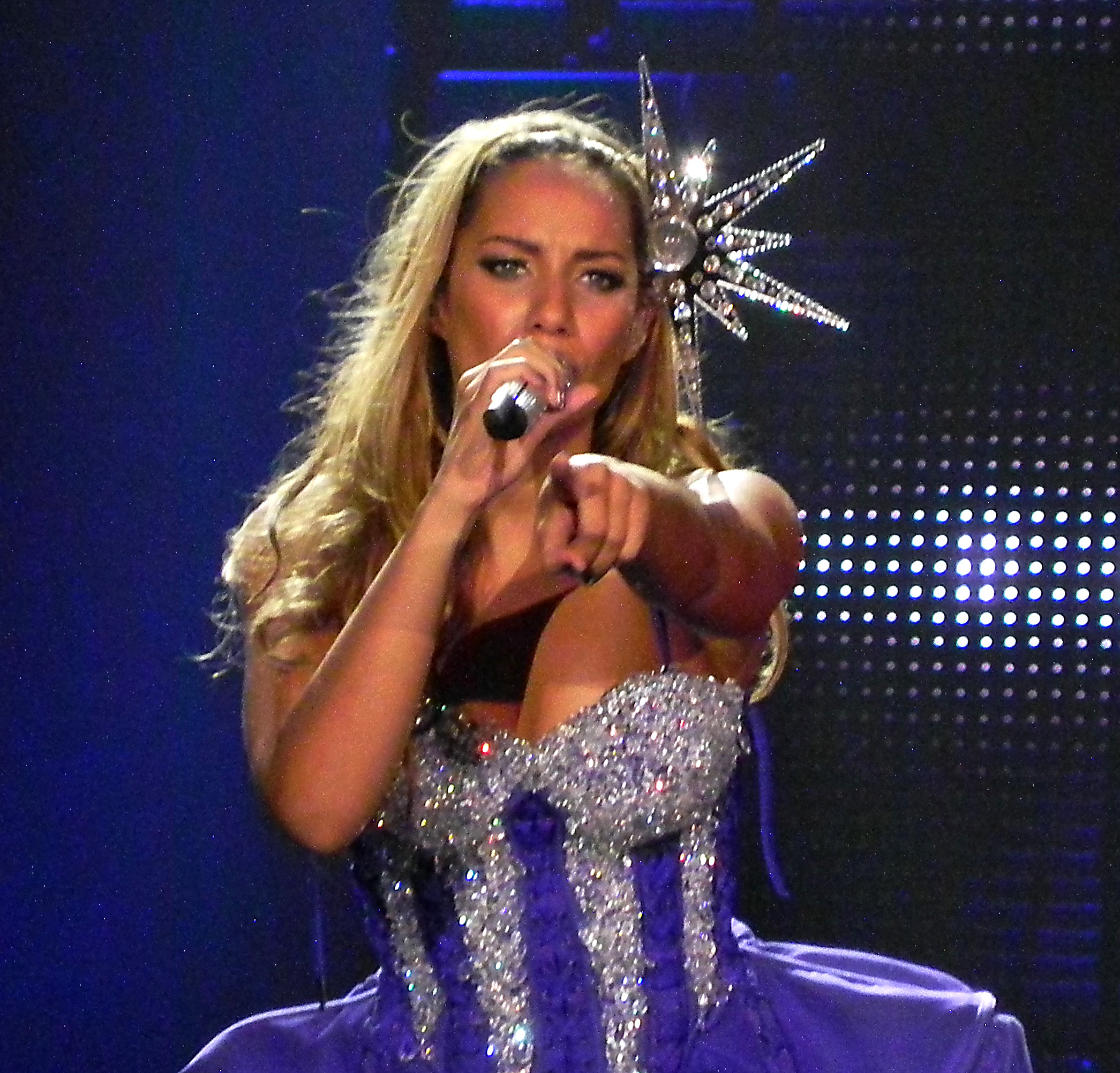
Leona Lewis interpretando «Bleeding Love» durante su gira The Labyrinth Tour en 2010.

Poco después de que su gira The Labyrinth Tour hubiera terminado en julio de 2010, Lewis comenzó a trabajar en su tercer álbum de estudio. Se informó de que Simon Cowell había fijado una fecha límite para que Lewis completará el álbum ya que se tenía planeado publicarse en el verano de 2011. Originalmente se había establecido que Glassheart se lanzaría el 28 de noviembre de 2011, sin embargo se retrasó hasta marzo de 2012. La decisión de Lewis para retrasar el lanzamiento del álbum fue debido a que ella conoció al productor Fraser T. Smith; ello quiso colaborar con él en nuevo material para su posible inclusión en Glassheart. Lewis retrasó el lanzamiento del álbum por tercera vez. Por esta razón, Glassheart salió a la venta el 26 de noviembre de 2012. Para que sus fanáticos no tuvieran que esperar hasta noviembre de 2012, Lewis decidió lanzar un extended play titulado Hurt: The EP. Esto fue catalogado como algo para «llenar el vacío», mientras que ella terminaba de grabar el nuevo material.
Hurt: The EP se compone de tres versiones: «Hurt» de Nine Inch Nails; «Iris» de The Goo Goo Dolls y «Colorblind» por Counting Crows. «Run» solo se incluyó en la versión estadounidense. El EP fue producido por Smith. En una entrevista para el programa de radio In:Demand, Lewis explicó por qué decidió grabar las canciones, diciendo que sintió que las interpretaciones femeninas de ellos proporcionarían una «perspectiva de gran alcance», debido a la forma en que las versiones originales fueron cantadas por vocalistas masculinos. La cantante dijo que ella eligió para grabar «Iris» y «Colorblind» debido a la forma en que «amaba» las canciones después de escucharlos por primera vez, y ha añadido que esta última tiene una «letra hermosa». El EP solo se puso a disposición de forma digital, y se lanzó en Canadá, Irlanda y el Reino Unido el 9 de diciembre de 2011 en la tienda digital iTunes. También se puso a disposición para su compra en Amazon.co.uk el 11 de diciembre de 2011. Hurt: The EP se publicó en los Estados Unidos el 17 de enero de 2012.

## Composición y recepción crítica
Hurt: The EP obtuvo una respuesta mixta de los críticos de música. Lewis Corner de Digital Spy fue cortés con las interpretaciones de canciones de rock de Lewis. Él escribió que la canción principal, que contiene letras sobre la adicción a la heroína, la muestra «tonos emotivos» en donde ella canta con notas «escalofriantes» de falsete. Él continuó escribiendo que «Hurt» tiene una «belleza irresistible» y una «calidad inquietante». Corner citó su versión de «Iris» como una «sorpresa destacada», escribiendo que ella se estremece en los versos And I don't want the world to see me/ 'Cause I don't think that they'd understand («Y yo no quiero que el mundo me vea / Porque yo no creo que ellos lo entenderían»), en una piano. De igual forma, describió la composición de «Colorblind» como una «sinfonía de cuerdas». Rhetta Akamatsu para The Times of India escribió que las interpretaciones de Lewis eran «poderosas« y «espectaculares». Akamatsu describió a «Hurt» como una canción que cuenta con «escalofríos y emociones como la crudeza de las letras que se encuentra con la pureza de la voz de Lewis». Ella también señaló que la versión de Lewis no se basa en la disposición del original de Nine Inch Nails, sino más bien la de la versión de Johnny Cash, que fue incluida en su álbum de 2002 American IV: The Man Comes Around. Akamatsu concluyó su reseña de las canciones con «Los tres interpretaciones cuentan intensos, letras alfabetizados y están bien adaptados al estilo de Lewis».

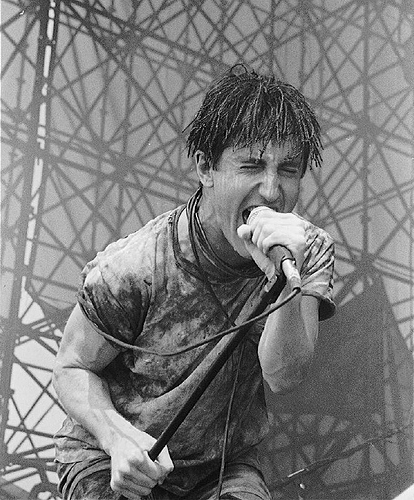
Trent Reznor de Nine Inch Nails compuso «Hurt».

Priya Elan de NME fue crítico de la interpretación de Lewis en la canción «Hurt», escribiendo que suena como si el cantante hubiera tomado "«demasiado remedio para la tos la noche anterior». Elan señaló que la composición de «Hurt» era similar a la de la versión de «Run» de Lewis, escribiendo que «hay una gran cantidad de acumulación de capas hasta el coro antes de una banda completa y orquesta que viene en en el segundo verso». Sin embargo, Elan concluyó su opinión diciendo que aunque ella no parece conocer el legado de la canción, Lewis suena «hermosa». Katherine St. Asaph de PopDust describió la interpretación de Lewis de «Hurt» de ser formulista como una «plantilla», escribiendo que es algo que los ganadores y concursantes de American Idol y The X Factor parecen versionar la canción. St. Asaph continuó explicando sus opiniones con respecto a Lewis y «Hurt», redactando «Para Leona, eso son grandes notas en arreglos más grandes, con un par de secciones silenciosas para el contraste». Ella también estaba escéptica por capacidades emotivas de Lewis, escribiendo «O ella sabe que los acuerdos silenciosos que se vuelven fuerte y las voces susurradas pueden simular gravitas bastante bien sin importar si se está pensando en las listas para el dolor, o ella ha realmente siente algo que sale en su voz».
Debido a la respuesta mixta que «Hurt» recibió por parte de los fanes y críticos por igual, Lewis defendió su decisión de grabar la canción en una entrevista con la BBC Radio 1, diciendo: «La gente escribe la música y la música está por ahí para que la gente la intérprete como quieren... Mientras que viene de un lugar genuino. Yo en realidad soy una gran fan de esa canción y un gran fan de la versión de Johnny Cash. Pero esa canción en particular, realmente me habla. Líricamente es una canción que es muy intensa y tiene letras dolorosas. Es el reflejo de un lugar en donde yo me encontraba. Cuando la grabé, estaba dispuesta a publicarla».

## Promoción
Como parte de la promoción de Hurt: The EP, Lewis interpretó «Hurt» en la final de la octava temporada de The X Factor el 10 de diciembre de 2010. La presentación se llevó a cabo en el Wembley Arena; la cantante utilizó un vestido largo de color rojo. Katherine St. Asaph de Popdust fue crítica con la interpretación de Lewis en el programa, escribiendo: «Escrito está a la derecha en el contrato de The X Factor que a fin de dar su consentimiento para ser televisado, debe renunciar permanentemente toda capacidad de sentir dolor o cualquier otra emoción, por lo que es algo difícil de interpretar una canción». La semana siguiente, Lewis cantó «Hurt» y «Somebody to Love», con Cee Lo Green como parte a un tributo a la banda británica Queen, en la gala Royal Variety Performance. Lewis convocó un concurso para las personas que quisieran presentar diseños de vestidos para su actuación; la cantante utilizó un vestido de color negro y beige diseñado por la ganadora Lilyana Maslenishka. El espectáculo se filmó el 5 de diciembre y salió al aire el 13 del mismo mes. Lewis realizó una versión acústica de «Hurt» durante un chat con webcam en vivo con sus fanáticos a través de Ustream. Luego fue subido a su cuenta oficial de YouTube el 16 de diciembre de 2011. En los Estados Unidos, Lewis interpretó «Run» en la final de la primera temporada de la versión estadounidense de The X Factor el 22 de diciembre de 2011, mientras que un montaje de los momentos destacados de la temporada fueron reproducidos detrás de ella. La jueza del programa Nicole Scherzinger fue cortes con la actuación de Lewis, diciendo «Leona nos bendijo con su hermosa voz».

## Lista de canciones
| Hurt: The EP - edición internacional |              |                                                                                         |          |  |
| N.º                                  | Título       | Escritor(es)                                                                            | Duración |  |
| 1.                                   | «Hurt»       | Trent Reznor                                                                            | 3:40     |  |
| 2.                                   | «Iris»       | John Rzeznik                                                                            | 4:25     |  |
| 3.                                   | «Colorblind» | David Bryson, Adam Duritz, Charlie Gillingham, Mattew Malley, Ben Mize y Daniel Vickery | 3:20     |  |
| 11:03                                |              |                                                                                         |          |  |

| N.º   | Título             | Escritor(es)                                                                   | Productor(es) | Duración |  |
| 4.    | «Run» (Single Mix) | Gary Lightbody, Jonathan Quinn, Mark McClelland, Nathan Connolly y Iain Archer | Steve Robson  | 4:39     |  |
| 16:04 |                    |                                                                                |               |          |  |

## Personal
| Personal principal - Leona Lewis – Voz - Fraser T. Smith, Steve Robson –Producción | Créditos de composición - Trent Reznor - John Rzeznik - Adam Duritz - Charlie Gillingham - Gary Lightbody - Jonathan Quinn - Mark McClelland - Nathan Connolly - Iain Archer |

Créditos adaptados a partir de la American Society of Composers, Authors and Publishers (ASCAP) y la Broadcast Music, Inc. (BMI).

## Posiciones en las listas
Aunque es un EP de tres pistas, Hurt: The EP entró en varias listas de sencillos. Debutó en el número quince en Irlanda el 15 de diciembre de 2011. A la semana siguiente, se redujo el número cuarenta y cinco. Hurt: The EP debutó y alcanzó el puesto número ocho en la lista de sencillos del Reino Unido el 24 de diciembre de 2011. Asimismo, el EP alcanzó en el número siete en la lista UK Download Chart. En Escocia, el EP debutó y alcanzó el puesto número siete el 24 de diciembre de 2011.
| Lista(2011)                 | Mejor posición |
| --------------------------- | -------------- |
| Escocia (OCC)               | 7              |
| Irlanda (IRMA)              | 15             |
| Reino Unido (Singles Chart) | 8              |
| Reino Unido (Digital Chart) | 7              |

## Historial de lanzamientos
| País           | Fecha                  | Formato | Discográfica |
| -------------- | ---------------------- | ------- | ------------ |
| Canadá         | 9 de diciembre de 2011 | Digital | Sony Music   |
| Irlanda        | 9 de diciembre de 2011 | Digital | Syco Music   |
| Reino Unido    | 9 de diciembre de 2011 | Digital | Syco Music   |
| Estados Unidos | 17 de enero de 2012    | Digital | RCA Records  |